# Sharkass
SharkaSs, vlastním jménem Šárka Geroldová, (* 21. února 1995 Praha) je česká zpěvačka, rapperka, textařka, skladatelka, moderátorka a semifinalistka televizní soutěže Česko Slovensko má talent.

## Život a kariéra
Šárka se o hudbu, především o rap, zajímala již od třinácti let. Pochází z Prahy a svoji hudební kariéru začala působením na bandzone.cz.
Dvakrát vyhrála českou rapovou soutěž Battle night a několik celostátních literárních soutěží. V roce 2012 se zúčastnila televizní soutěže Česko Slovensko má talent, kde se s raperem Reppym dostala do semifinále.
Věnuje se i psaní textů a produkci hudby pro jiné hudební umělce. Hraje na africké bubny, flétnu a klávesy. Svoji hudbu produkuje sama nebo ve spolupráci s Blankou Maderovou.
Několik jejich singlů hrály české a slovenské televize a rádia, například rádio Evropa 2. Její první deska vyšla v dubnu roku 2017. Šárka příležitostně moderovala v hip hopovém rádiu. Také moderovala ve sportovní televizi.